# Martin Penc
Martin Penc, född den 21 maj 1957 i Prag, Tjeckien, är en tjeckoslovakisk tävlingscyklist som tog OS-brons i lagförföljelsen vid olympiska sommarspelen 1980 i Moskva. 